# Agurkesalat
Agurkesalat er en salat med slangeagurker som hovedingrediens; en variant af syltede agurker. 

## Dansk agurkesalat
Dansk agurkesalat laves af agurkeskiver, som ligger i en lage af sukker og eddike med krydderier. Den bruges blandt andet som:
- Tilbehør til traditionelle middagsretter som stegt kylling og dansk bøf med løg
- Pynt på smørrebrød som flæskesteg, leverpostej og frikadeller
- En del af dansk fast food ingredienser. Anvendes til hotdog, bøfsandwich og kradser.

Dansk agurkesalat industrifremstilles i stort omfang og kan købes i enhver dansk dagligvareforretning.
Talemåden hvad forstår bønder sig på agurkesalat, der forefindes i forskellige forkortelser og variationer, kommer fra Heibergs vaudeville Recensenten og Dyret.

## Andre lande
- Sverige (pressgurka): Agurkerne skæres i tynde skiver, blandes med salt og presses (deraf navnet) for at drive vand ud af skiverne. Lægges derefter i lagen, som udover sukker og eddike indeholder persille.
- Grækenland: Græsk agurkesalat (tzatziki) består af revne agurker i drænet yoghurt.